# Propolydesmus plicatus
Propolydesmus plicatus är en mångfotingart som först beskrevs av Ceuca 1962.  Propolydesmus plicatus ingår i släktet Propolydesmus och familjen plattdubbelfotingar. Inga underarter finns listade i Catalogue of Life.